# NGC 2546
NGC 2546 ist ein offener Sternhaufen in dem Sternbild Puppis am Südsternhimmel. Er ist schätzungsweise 3.000 Lichtjahre vom Sonnensystem entfernt und hat ein Alter von etwa 75 Millionen Jahren. Der Haufen enthält auffällig viele Doppelsterne.
Das Objekt wurde von Nicolas-Louis de Lacaille im Jahr 1751 in Südafrika entdeckt.